# Don Muraco
Donald "Don" Muraco (Sunset Beach, 10 de setembro de 1949), também conhecido como "The Magnificent Muraco" e "The Rock", é um ex-lutador estadunidense de luta profissional. Tendo lutado regularmente entre 1970 e 1988, e esporadicamente após este ano, Muraco conquistou duas vezes o Campeonato Intercontinental da WWF, duas vezes o Campeonato dos Pesos-Pesados da ECW, uma vez o Campeonato Norte-Americano da Stampede e foi o primeiro King of the Ring da WWF, em 1985.

## Carreira

### Lutando nos Estados Unidos e Canadá (1970-1981)
Campeão de wrestling amador no Havaí em 1967, Muraco escolheu lutar profissionalmente ao futebol americano. Ele treinou em Vancouver, Portland, Florida e Los Angeles antes de ser contratado pela companhia de Verne Gagne, American Wrestling Association (AWA). Lutando como um mocinho, ele formou uma dupla com Jimmy Snuka contra lutadores como Larry Hennig, Ivan Koloff e Dusty Rhodes. Em 1973, Don resolveu trocar a AWA pela NWA de Roy Shire, em Los Angeles.
No ano seguinte, Muraco mudou-se para a Championship Wrestling from Florida (CWF). Ele era frequentemente comparado fisicamente ao Campeão Mundial da NWA Jack Brisco. Em uma luta entre os dois em 28 de maio de 1974, Muraco reverteu o movimento de finalização de Brisco, o figure four leglock. Mesmo perdendo a luta por desqualificação, Muraco passou a ser mais respeitado.
Após curtos períodos no Texas e na Geórgia, Muraco retornou à Califórnia em 1975, conquistando seu primeiro título individual, o Campeonato dos Pesos-Pesados das Américas da NWA. Ele conquistou a versão de São Francisco do Campeonato Mundial de Duplas da NWA com Masked Invader #1. Em São Francisco, Muraco tornou-se um vilão.
De 1977 a 1981 Muraco lutou na Flórida, em São Francisco e no Havaí. Na Flórida, ele envolveu-se em duas histórias importantes. Em 1979, um vilão mascarado chamado "The Magnificent M" apareceu no território. Ele foi desmascarado como Muraco, com a cabeça raspada. Em 1980, ele manteve uma rivalidade com Barry Windham.

### World Wrestling Federation (1981-1988)
Em 1981 Muraco estreou na World Wrestling Federation (WWF). Com The Grand Wizard como manager, ele conquistou o Campeonato Intercontinental em 20 de junho de 1981, derrotando Pedro Morales. Ele perdeu o título para Morales em 23 de novembro, em uma luta Texas Death. Naquele ano, Muraco enfrentou o Campeão Mundial da WWF Bob Backlund diversas vezes, incluindo um empate de 60 minutos em 24 de outubro. Ele dividiu 1982 entre Mid-Atlantic Championship Wrestling (onde se aliou a Roddy Piper), Georgia Championship Wrestling (lutando mascaradamente como Dr. X) e New Japan Pro Wrestling (lutando no anual torneio MSG League).
Agora com Captain Lou Albano como manager, Muraco reconquistou o Campeonato Intercontinental de Morales em 22 de janeiro de 1983. Naquele ano, Muraco manteve uma rivalidade com Jimmy Snuka. A rivalidade culminou em uma luta em uma jaula de aço em 17 de outubro no Madison Square Garden. Snuka perdeu a luta, mas aplicou um Superfly Splash em Muraco do alto da cela.
Durante seus dois reinados como Campeão Intercontinental, Muraco manteve rivalidades com Bob Backlund, Tony Atlas e Rocky Johnson. Ele interpretou um vilão arrogante que exigia respeito, mesmo não respeitando seus oponentes; em uma luta, ele comeu um sanduíche enquanto dominava o oponente.
Em 11 de fevereiro de 1984 Muraco perdeu o Campeonato Intercontinental para Tito Santana. Após uma série de revanches sem sucesso, Muraco deixou de lutar, retornando em 1985, com Mr. Fuji como manager. Após o primeiro WrestleMania, Muraco estrelou três eventos consecutivos no Madison Square Garden contra o Campeão dos Pesos-Pesados Hulk Hogan, culminando em uma sangrenta luta em uma jaula de aço em 21 de junho, com Hogan vencendo. Em 8 de julho, Muraco ganhou o primeiro torneio King of the Ring. Além de rivalizar com Ricky Steamboat pelo resto do ano, Fuji e Muraco estrearam Fuji Vice, uma série de esquetes parodiando Miami Vice.
Em 1986 Muraco aliou-se a Adrian Adonis e Bob Orton, Jr. em uma rivalidade com Roddy Piper. Isso levou Orton e Muraco a formar uma dupla permanente. Em julho de 1987, eles se separaram e Muraco tornou-se um mocinho. Em uma gravação exibida em novembro, Muraco salvou Billy Graham de um ataque de Butch Reed, aliando-se a ele, com Graham como seu manager. Muraco adotou as roupas tingidas de Graham e trocou o apelido de "Magnificent Muraco" para "The Rock". Muraco substituiu Graham no time liderado por Hulk Hogan no primeiro Survivor Series e chegou às quartas de finais do torneio pelo Campeonato Mundial da WWF no WrestleMania IV. Anos depois, fora de personagem, Muraco afirmou que não gostou de seu tempo como mocinho. Em seus últimos meses na WWF, ele manteve rivalidades com Greg Valentine e Dino Bravo.
Muraco foi demitido no fim de 1988 e passou a dividir seu tempo entre a Stampede Wrestling (onde derrotou Makhan Singh para conquistar o Campeonato Norte Americano dos Pesos-Pesados), a AWA (onde enfrentou o Campeão Mundial dos Pesos-Pesados da AWA Larry Zbyszko à uma dupla desqualificação) e a UWF de Herb Abrams (onde manteve uma rivalidade com Cactus Jack).

### Eastern Championship Wrestling (1992-1993)
Em 24 de outubro de 1992 Muraco tornou-se o primeiro lutador a conquistar o Campeonato da ECW, antes da companhia ser renomeada Extreme Championship Wrestling. Nesta época, ele revitalizou rivalidades com Jimmy Snuka e Tito Santana.

### Aposentadoria
Após aposentar-se, Muraco retornou ao Havaí. Em 2003 co-fundou a Hawai'i Championship Wrestling com a produtora televisiva Linda Bade. A promoção fechou em 2008. Ele foi o comissário da promoção até 2006.
Em 2004, Muraco foi introduzido ao Hall da Fama da WWE por Mick Foley que, como Tommy Dreamer, Bubba Ray Dudley e D-Von Dudley, credita a luta entre Muraco e Snuka no Madison Square Garden em 1983 como o motivo de querer seu lutador.
Ele atuou como manager de seu filho Joe na WXW. Em 27 de agosto de 2005, ele e Joe derrotaram Bob e Brad Armstrong na WrestleReunion 2.
Em 20 de agosto de 2006, o primeiro dia da turnê de verão Impact da All Japan Pro Wrestling, Muraco (como Aka Oni) aliou-se a brother YASSHI e TARU para derrotar Satoshi Kojima, Katsuhiko Nakajima e Akira Raijin.

## No wrestling
- Movimentos de finalização
  - Muraco Hammer (Kneeling reverse piledriver)
  - Shoulderbreaker

- Movimentos secundários
  - Asiatic Spike (Thumb choke hold)
  - DDT
  - Diving headbutt
  - Diving splash
  - Knee lift
  - Military press slam
  - Piledriver
  - Samoan drop
  - Scoop powerslam

- Managers
  - Sir Oliver Humperdink
  - The Grand Wizard[2]
  - Lou Albano[1]
  - Mr. Fuji[1]
  - "Superstar" Billy Graham[2]

## Títulos e prêmios
- All-California Championship Wrestling
  - ACCW Heavyweight Championship (1 vez)[18]

- Championship Wrestling from Florida
  - NWA Florida Heavyweight Championship (1 vez)[2]
  - NWA Florida Television Championship (1 vez)
  - NWA United States Tag Team Championship (versão da Flórida) (1 vez) - com Jos LeDuc

- Eastern Championship Wrestling
  - ECW World Heavyweight Championship (2 vezes)

- Georgia Championship Wrestling
  - NWA Macon Tag Team Championship (1 vez) - com Robert Fuller

- NWA Hollywood Wrestling
  - NWA Americas Heavyweight Championship (1 vez)[2]

- NWA Mid-Pacific Promotions
  - NWA Pacific International Championship (1 vez)

- NWA New Zealand
  - NWA British Empire/Commonwealth Heavyweight Championship (1 vez)

- NWA San Francisco
  - NWA United States Heavyweight Championship (versão de São Francisco) (1 vez)[2]
  - NWA World Tag Team Championship (versão de São Francisco) (1 vez) - com Invader #1

- Pacific Coast Championship Wrestling
  - PCCW Heavyweight Championship (1 vez)[18]

- Stampede Wrestling
  - Stampede North American Heavyweight Championship (1 vez)

- World Wrestling Federation / World Wrestling Entertainment
  - Hall da Fama da WWE (Classe de 2004)[2]
  - WWF Intercontinental Championship (2 vezes)[2]
  - WWF King of the Ring (1985)[2]

- Wrestling Observer Newsletter
  - Melhor Vilão (1981)